# Türkmenli, Marmaraereğlisi
Türkmenli là một xã thuộc huyện Marmaraereğlisi, tỉnh Tekirdağ, Thổ Nhĩ Kỳ. Dân số thời điểm năm 2011 là 308 người.